# Askari

Askaris der deutschen Schutztruppe, vor 1910

Als Askari (von Swahili für „Soldat“, ursprünglich arabisch عسكري, DMG ʿaskarī, auch in Sprachen wie Türkisch, Persisch und Somali als Lehnwort vorkommend, Plural im Deutschen Askari oder auch Askaris) wurden vor allem in Afrika einheimische Soldaten oder Polizisten in den Kolonialtruppen der europäischen Mächte bezeichnet.
Die Bezeichnung wurde in den Kolonialtruppen von Italien, Großbritannien, Portugal, Deutschland und Belgien gebraucht. Askaris spielten sowohl bei der Eroberung von Kolonien als auch danach bei der Aufrechterhaltung der Kolonialherrschaft eine wichtige Rolle. In beiden Weltkriegen kämpften sie auch außerhalb ihrer Herkunftsgebiete. In der Schutztruppe für Deutsch-Ostafrika war Askari gleichzeitig die Bezeichnung für den untersten Mannschaftsdienstgrad.

## Askaris in der deutschen Schutztruppe

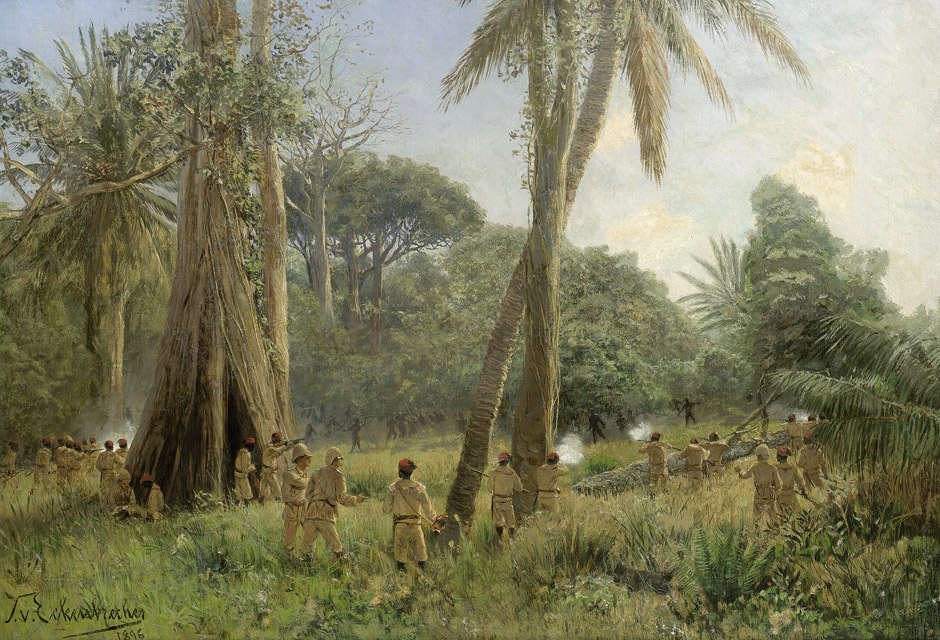
Tropische Landschaft in Deutsch-Ostafrika von Themistokles von Eckenbrecher, 1896, Darstellung einer kriegerischen Auseinandersetzung zwischen einheimischer Bevölkerung und Kolonialherren, unterstützt durch Askaris

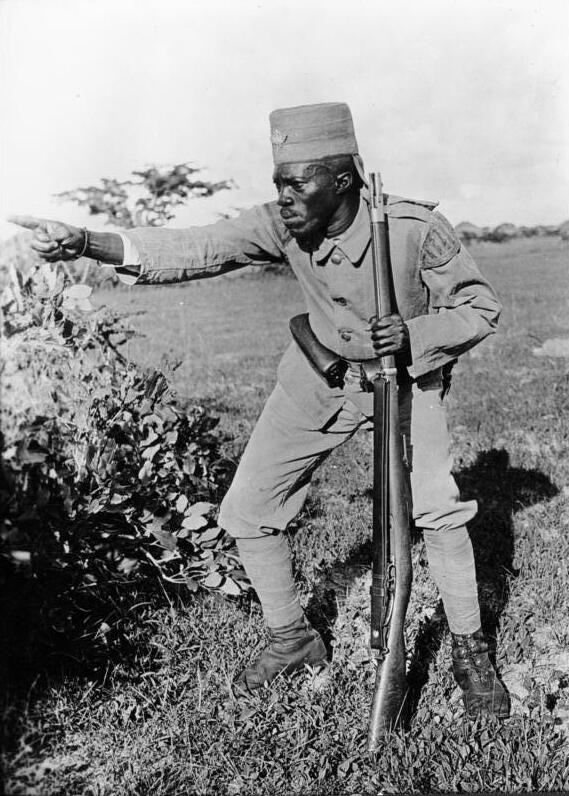
Askari in Deutsch-Ostafrika, zwischen 1914 und 1918. Das Bild wurde in stilisierter Form für den Einband von Lettow-Vorbecks Buch „Heia Safari“ übernommen.

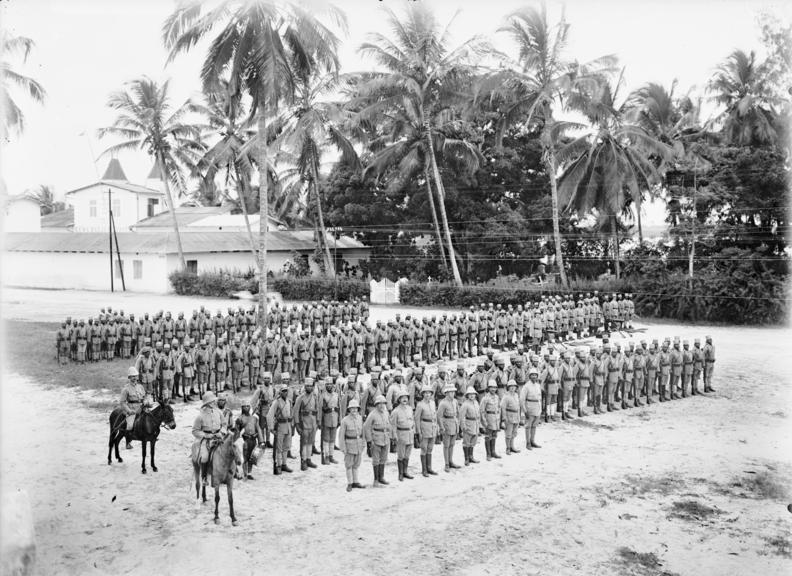
Askarikompanie in Deutsch-Ostafrika, zwischen 1914 und 1918

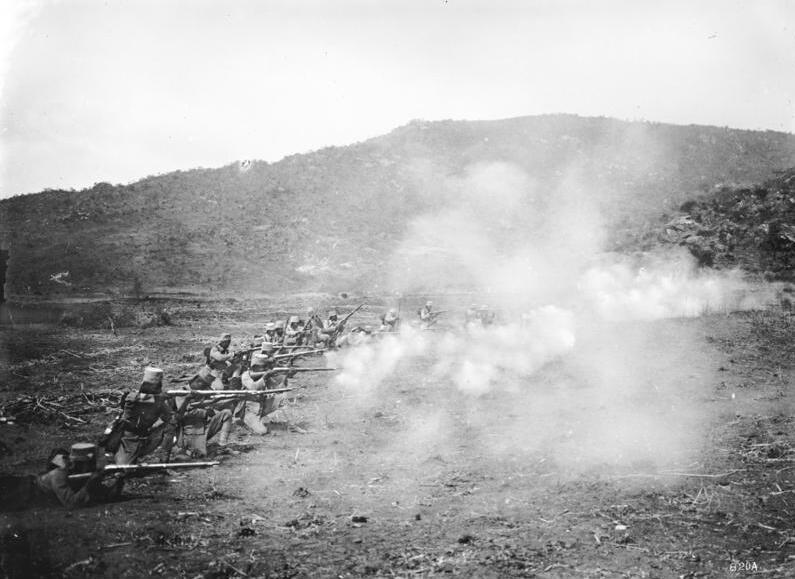
Askaris der deutschen Schutztruppe im Gefecht

### Aufbau und Besoldung
Im deutschen Sprachraum sind Askaris zuerst durch die Orient-Romane Karl Mays (der sie im Plural Asaker nennt), dann als die einheimischen Angehörigen der Schutztruppe für Deutsch-Ostafrika bekannt geworden. Sie bildeten den Großteil der deutschen Schutztruppe in Deutsch-Ostafrika und trugen im Ersten Weltkrieg die Hauptlast des Kampfes gegen die britischen Truppen.
Die ersten Askaris in deutschen Diensten in Ostafrika waren 600 durch Hermann von Wissmann im anglo-ägyptischen Sudan angeworbene Söldner, welche vorher für die Briten gegen das Reich des Mahdi gekämpft hatten, und etwa 100 Zulu aus dem portugiesischen Mosambik, mit denen der ostafrikanische Küstenstreifen 1889 gegen den Widerstand der Küstenbevölkerung unter Abuschiri erobert wurde. Sie wurden aus der sogenannten „Wissmann-Truppe“ in die Schutztruppe übernommen.
Zusammen mit den sudanesischen Soldaten nahm Wissmann auch einige osmanische Offiziere in Dienst, die ungeachtet ihrer Herkunft aus den europäischen oder asiatischen Teilen des Osmanischen Reiches auch als „farbig“ eingestuft wurden und keine Kommandogewalt über Deutsche haben sollten. „Farbige“ Offiziere führten anfangs die deutschen Rangbezeichnungen Leutnant, Oberleutnant und Hauptmann. Mitte der 1890er Jahre wurde diese Dreigliederung beendet. Stattdessen wurde mit dem Effendi ein einheitlicher Dienstgrad nur für „farbige“, also osmanische und afrikanische Offiziere geschaffen. Anfangs noch mit Führungsaufgaben betraut, dienten sie bald mehr als Berater und Streitschlichter zwischen den Askaris und den weißen Offizieren, die einander kulturell fremd waren. In dieser Rolle genossen die Effendis auch seitens ihrer deutschen Vorgesetzten hohen Respekt. Als für die Dienstabläufe schwierig erwies sich, dass Effendis keine weißen Soldaten befehligen sollten, andererseits aber weißen Unteroffizieren möglichst nicht zu unterstellen waren. Aufgrund der unklaren Stellung gegenüber dem weißen Personal wurde der Dienstgrad um 1900 auf den Aussterbeetat gesetzt. Weitere Beförderungen fanden nicht mehr statt. Bei Ausbruch des Ersten Weltkriegs waren nur noch zwei Effendis im aktiven Dienst. Im Krieg selbst kam es dann nochmals zu Tapferkeitsbeförderungen von Afrikanern in diesen Dienstgrad.
Die Kommandogewalt lag bei den deutschen Offizieren. Der Anteil der deutschen Unteroffiziere entsprach in etwa dem Anteil der deutschen Offiziere. Hinzu kamen einige Effendis und zahlreiche schwarze Unteroffiziere. Diese rangierten, egal welchen Ranges sie auch waren, hinter dem niedersten deutschen Unteroffizier. Die Mannschaften bestanden bis zum Kriegsausbruch 1914 fast nur aus Askaris. Sie legten Wert darauf, dass ein Offizier im Kampf ein Vorbild war und die Qualitäten eines Kriegers zeigte. Befehlssprache war Deutsch. Die sonstige Kommunikation zwischen den Offizieren und Askaris verlief auf Suaheli.
Die deutschen Unteroffiziere und Offiziere sollten die Askaris respektvoll behandeln und sie weder grundlos beschimpfen noch überhaupt misshandeln. Kultur und Lebensweise waren zu achten, in diesen Bereichen sollte nur eingegriffen werden, falls dienstliche Belange tangiert waren. Es wurde sogar empfohlen, gegenüber den Askaris eine gewisse kameradschaftliche Nähe zu suchen, im Gegensatz zur Praxis in der deutschen Heimat, wo zwischen Offizieren, Unteroffizieren und Mannschaften eine strikte soziale Trennung herrschte. Der deutsche Vorgesetzte sollte sozusagen Vater „seiner“ Askaris sein. Ein freundschaftliches Verhältnis war allerdings zu vermeiden, aus Gründen der Disziplin und aufgrund der herrschenden Rassenschranken.
Der Einsatz der Askaris war für das Reich deutlich günstiger als der Einsatz von Deutschen. Ein einfacher Askari erhielt 400 Reichsmark jährlich, ein langgedienter Askari-Feldwebel, Rang Sol, 1200 Reichsmark jährlich. Die Askaris mussten sich zudem selbst verpflegen. Hingegen erhielt ein deutscher Unteroffizier der Schutztruppe 3000 bis 3600 Reichsmark und Verpflegungsgeld. Zudem dachte man in Europa, dass schwarze Soldaten besser mit dem einheimischen Klima und den dort verbreiteten Krankheiten zurechtkämen. Daher wurden weniger Medikamente und Ausrüstung für die Askaris verwendet, was weitere Kosten sparte. Die Einkünfte eines Askaris übertrafen indes deutlich die Summe von Sold und Beköstigungsgeld, die vergleichbare Dienstgrade in Deutschland erhielten. Der Sold eines einfachen Askaris betrug das Vierfache der Einkünfte eines preußischen Gemeinen, ein Askari-Feldwebel bezog immerhin noch um die Hälfte mehr als ein in Köln oder Königsberg dienender deutscher Feldwebel (siehe hier). Am Ende der Dienstzeit hatte ein Askari Anrecht auf eine lebenslange Rente.

### Ethnische Zusammensetzung und Verhältnis zur einheimischen Bevölkerung
Zu Kriegsbeginn 1914 waren noch etwa 30 % der Askaris Sudanesen, Zulu, Somali und Äthiopier, da Großbritannien die Anwerbung von Söldnern um die Jahrhundertwende verboten hatte. Es wurden stattdessen Askaris unter den Stämmen der Ngoni, Hehe, Sukuma und Nyamwezi angeworben, die als kriegerisch und zuverlässig galten. Die deutsche Schutztruppe konnte problemlos Askaris rekrutieren, da sie für die damaligen Verhältnisse in Ostafrika gut bezahlt wurden und der Sold einen hohen Lebensstandard garantierte. Viele der später rekrutierten Askaris waren Söhne der ersten Generation von Askaris. Es war erklärtes Ziel, die Askaris ihren Stammestraditionen zu entfremden und eine Art Militärkaste zu schaffen, deren Loyalität vor allem der Schutztruppe galt. Es wurden in der Truppe landesfremde Traditionen wie z. B. sudanesische Schlachtrufe gepflegt. Auch ursprünglich osmanische Rangbezeichnungen wurden beibehalten: Ombascha (Gefreiter), Schausch (Unteroffizier), Betschausch (Sergeant, Unterfeldwebel) und Sol (Feldwebel). Ebenfalls aus der osmanischen Tradition von Wissmanns Söldnern stammte der Tarbusch als Bestandteil der Uniform.
Askaris hatten meist mehrere Frauen und lebten mit der Familie in der Kaserne. Von den Askaris gehörten vor Kriegsbeginn 67 % dem Islam an, 28,3 % waren Animisten und weniger als 5 % Christen. Die übrige Bevölkerung in Deutsch-Ostafrika bestand zu 90 % aus Animisten. Kirchen und Koloniallobby kritisierten zwar den hohen Anteil an Muslimen unter den Askaris, die Schutztruppe unternahm dagegen jedoch keine Schritte.
Die Askaris sahen mit Verachtung auf die normale schwarze ländliche Bevölkerung herab. In jeder Feldkompanie waren mindestens 30 % Askaris aus anderen Ländern Afrikas. Askaris aus Deutsch-Ostafrika wurden immer fern ihrer Stammesgebiete eingesetzt. Übergriffe der Askaris, wie Plünderungen und Vergewaltigungen, wurden von den Offizieren nur selten geahndet.

### Im Kriegseinsatz
Während des Maji-Maji-Krieges von 1905 waren die Askaris wegen ihrer Brutalität gefürchtet. Die Taktik der verbrannten Erde ging allerdings auf ihre deutschen Offiziere zurück. Bei Kriegsausbruch 1914 hielten die deutschen Offiziere die Askaris  für zuverlässige und körperlich hervorragende Soldaten, die ihren Vorgesetzten treu ergeben waren. Man hielt sie besonders geeignet für Angriffe, insbesondere mit dem Bajonett. Man misstraute hingegen ihrer Standfestigkeit im Rückzug.
Die Bewaffnung war 1914 indes veraltet, da sie mehr für die Niederschlagung einheimischer Aufstände konzipiert war als für die Auseinandersetzung mit anderen Kolonialmächten. Die Askaris besaßen noch das Infanteriegewehr M71 mit rauchstarker Munition, das nur mit einer Patrone geladen werden konnte. Das damalige deutsche Standardgewehr 98 besaß hingegen ein Magazin mit fünf Patronen. Die Geschütze entsprachen ebenfalls nicht mehr der Höhe der Zeit. Die Maschinengewehre blieben meist unter Verschluss und unterstanden der Kontrolle der deutschen Unteroffiziere.
Eine Ausbildung in damals moderner aufgelockerter Gefechtsfeldtaktik, unter Beachtung der Feuerkraft der damals vermehrte Verbreitung findenden Maschinengewehre, war unterblieben. Im Gegensatz zur Praxis im Reich schossen die Askaris immer noch Salvenfeuer. Dieses tat seine Wirkung bei schlecht bewaffneten und blindlings anstürmenden Angreifern, nicht aber gegenüber modern bewaffneten und ausgebildeten Gegnern. Die Schutztruppe besaß außerdem keine Reserven an Waffen und Ausrüstung. An zentralen Einrichtungen gab es in Ostafrika eine kleine Intendantur und ein Rekrutendepot für die Ausbildung neuer Rekruten. Dazu kamen eine kleine Militärkapelle und eine Ausbildungseinheit für Heliographen.
Modern war hingegen, dass seit 1912 die Maschinengewehre auf die Feldkompanien verteilt waren, während die Gegner im Weltkrieg in Ostafrika anfangs die Maschinengewehre in Reserve hielten. Aus Askaris gebildete MG-Trupps waren bei Kriegsausbruch gut ausgebildet, was sie bald – in der für die britischen Truppen verheerenden Schlacht bei Tanga – eindrucksvoll demonstrierten.
Bis 1914 waren pro weißem Soldaten zwölf Träger und je zwei Europäerboys vorgesehen. Selbst das Gepäck und das Gewehr der Weißen trugen Träger. Pro Askari gab es hingegen nur einen Träger. Die Askaris hatten selbst bezahlte Askariboys. Eine Feldkompanie hatte bis 1914 bei einer Sollstärke von 150 Askaris je zwei deutsche Offiziere und Unteroffiziere und einen Arzt, ferner 322 Träger. Bei Kriegsausbruch wurden die Träger einer Feldkompanie auf 160 begrenzt. Hingegen gab es in den 1914 aufgestellten Schützenkompanie aus deutschen Siedlern 700 Träger. In den Armeen der Gegner in Ostafrika waren die Verhältnisse in Bezug auf Träger und Askaris ähnlich gelagert. Die Träger trugen rund 30 kg Last auf dem Kopf oder am Stirngurt und stammten meist aus den Stämmen der Sukuma und Nyamwezi, wo es eine rund hundertjährige Trägertradition gab. In der gesellschaftlichen Ordnung standen die Träger noch unter den Askaris. Wegen des fast weglosen Landes war der Einsatz von Trägern unabdingbar. Trag- und Zugtiere hatten nämlich Probleme in tieferen Lagen des Landes mit von der Tsetsefliege übertragenen Krankheiten.
In der Schlacht von Tanga erwarben sich die Askaris erneut den Respekt der vorgesetzten weißen Offiziere. Der Schutztruppenkommandeur von Lettow-Vorbeck tadelte jedoch Letztere, weil sie nach dem Sieg nicht die Verfolgung des fliehenden Gegners befohlen hatten, um ihn zu vernichten. So hatten die Briten halbwegs geordnet den Rückzug antreten können.
Zusammen mit dem kleinen Kontingent deutscher Soldaten unternahmen die Askaris Angriffe auf gegnerische Gebiete. Deutsche und Askaris konnten auf die Unterstützung der einheimischen Bevölkerung bauen, die keineswegs unter alliierte Herrschaft kommen wollte. Der Krieg wurde als eine Mischung aus Stellungs- und Bewegungskrieg sowie im Jagdkampf geführt und verband deutsche Militärtaktik mit einheimischer Kenntnis der Verhältnisse und Beweglichkeit zu einer schlagkräftigen Kampfführung.
Insgesamt stieg die Zahl der Askaris in der Schutztruppe bis Anfang 1916 auf über 13.000 an. Von ihnen desertierten im weiteren Verlauf des Krieges etwa 2.850. Dem stehen Angaben des Historikers Heinrich Loth aus dem Jahre 1976 gegenüber, denen zufolge von 14.598 Askaris mindestens ein Drittel desertierte.

### Im Polizeidienst

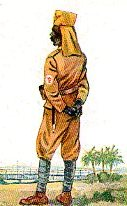
Polizei-Askari in Deutsch-Ostafrika um 1910

In der Kolonie dienten um 1914 rund 2.200 Polizei-Askaris einschließlich der Unteroffiziere als Kolonialpolizei. Die Polizei war nicht Teil der Schutztruppe und unterstand direkt dem Gouverneur bzw. den regionalen und lokalen Zivilbehörden. Diese Askaris unterschieden sich bei der Uniformierung von jenen der Schutztruppe durch ein rotes „P“, das am linken Oberärmel angebracht war.

## Mythos und Nachwirkung

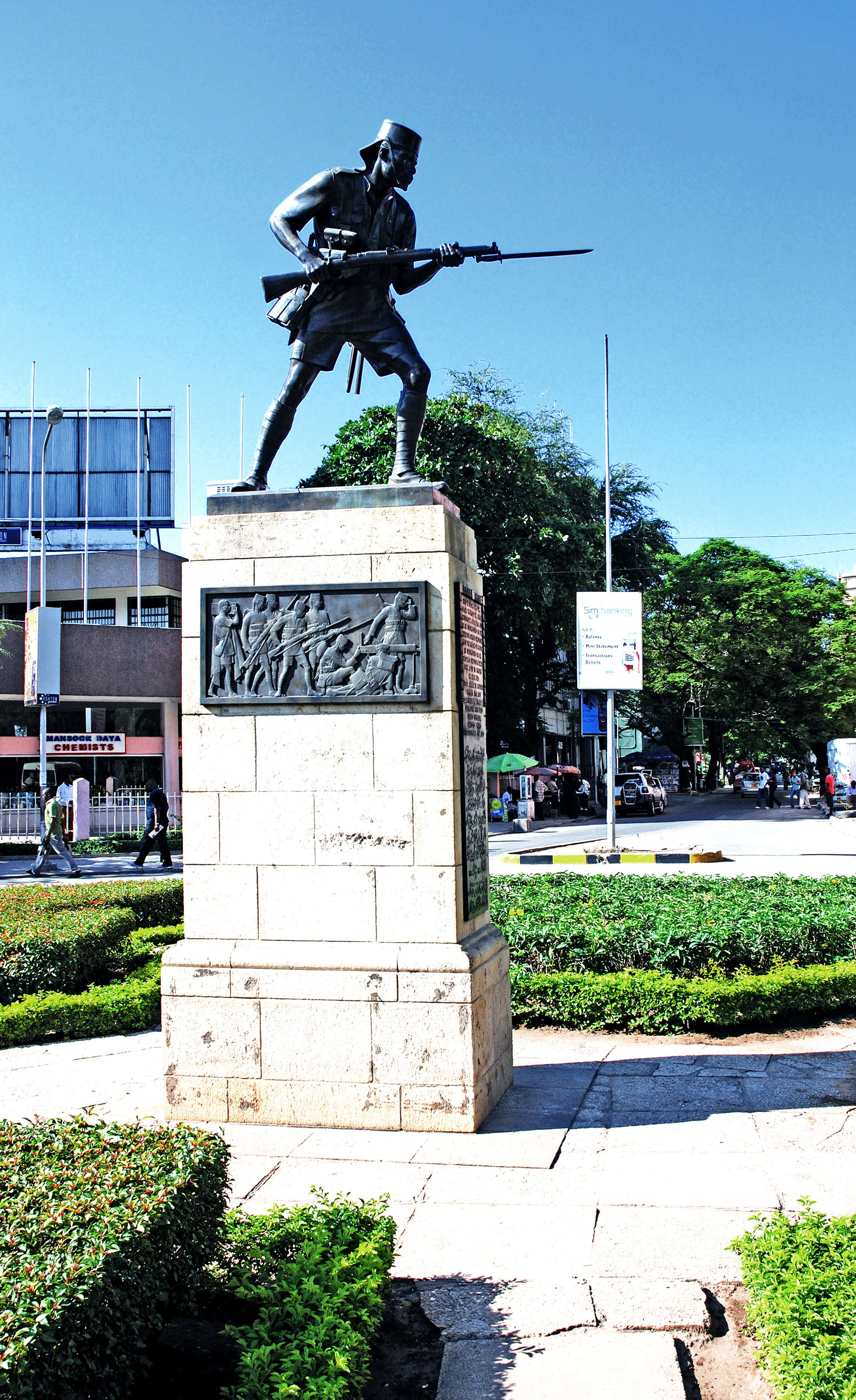
Askari-Monument in Dar es Salaam

Um die Askaris bildete sich ein Mythos der deutschen Kolonialgeschichte, der die in den deutschen Kolonien herrschenden humanen Verhältnisse aufzeigen sollte und die geschichtsrevisionistischen Bestrebungen der Zeit nach dem Ersten Weltkrieg stützte. Tatsächlich hatten die Askaris den deutschen Kolonialherren in freiwilliger Loyalität gedient und sich nach dem Ende der deutschen Herrschaft nach ihr zurückgesehnt; beim Abschied 1918 sollen Tränen geflossen sein. Die Treue der Askaris gegenüber der Schutztruppe im Ersten Weltkrieg führte man auch auf das Charisma des militärischen Oberhauptes Paul von Lettow-Vorbeck zurück. Geschichten über die „Askari-Treue“ wurden von Kolonialismusbefürwortern der 1920er Jahre propagandistisch ausgenutzt und überhöht.
In Anlehnung daran wählte man das Wort Askari auch als Titel für die Nachrichten aus der kolonialen Jugendbewegung. Dieses meist nur vierseitige Blatt lag den Ausgaben des Jambo (Unterhaltungs- und Belehrungshefte über Kolonien und Übersee) der Jahrgänge 1924 und 1925 bei.
Lettow-Vorbeck sorgte 1926 dafür, dass die Askaris ihre zugesagten Pensionen erhielten. Im Zweiten Weltkrieg wurden die Zahlungen zwangsläufig ausgesetzt, sie blieben auch danach noch jahrelang unterbrochen. Anfang der 1960er Jahre wurden sie seitens der Bundesrepublik Deutschland wieder aufgenommen und bis zum Tode der letzten Askaris Ende der 1990er Jahre fortgeführt.
1938 wurde am Eingang der Hamburger „Lettow-Vorbeck-Kaserne“ das sogenannte „Deutsch-Ostafrika-Ehrenmal“ errichtet. Es stand in der Tradition einer direkt nach dem Ersten Weltkrieg einsetzenden Verehrung der deutschen Kolonialtruppen, die zur Zeit der Nationalsozialisten kultartige Züge erlangte.
Der Mythos um die Askaris hinderte die Nationalsozialisten aber nicht daran, den ehemaligen Askari Bayume Mohamed Husen 1941 unter dem Vorwurf der „Rassenschande“ ins KZ Sachsenhausen einzuliefern, wo er nach dreijähriger Haft 1944 starb.
Nach Schließung der Kaserne im Jahr 1999 geriet auch die Aufstellung des Reliefs im Rahmen einer Gedenkstätte für die Opfer der Kolonialzeit in die Diskussion. Kritisiert wurde dabei, dass „[…] ein Konzept, das die historischen Bezüge erklärt [fehlt].“ „Das Askari-Relief zeigt eine Truppe afrikanischer Soldaten, die scheinbar treu ergeben ihrem weißen Offizier folgen. Dadurch werde der Blick auf die Herrschaftsverhältnisse des Kolonialreiches verwischt. Der Ausstellungsort ist problematisch. Die Lettow-Vorbeck-Kaserne wurde von den nationalsozialistischen Machthabern als zentraler Ort kolonialrevisionistischer Traditionspflege des Militärs eingerichtet. Heute sammelt der ‚Traditionsverband ehemaliger Schutz- und Überseetruppen‘ Geld für die Wiederaufstellung des Askari-Reliefs.“
Zeitweise abgebaut, wurde das Relief 2003 im Rahmen des sogenannten „Tansania-Parks“ unter Protesten wiedererrichtet.
Im Stadtzentrum von Dar es Salaam in Tansania befindet sich das 1927 errichtete Askari-Monument. Es steht auf dem Kreisverkehr zwischen Azikiwe Street und Maktaba Street und ist dem britischen Trägerkorps gewidmet.

## Askaris im Dienste anderer Kolonialmächte in Afrika

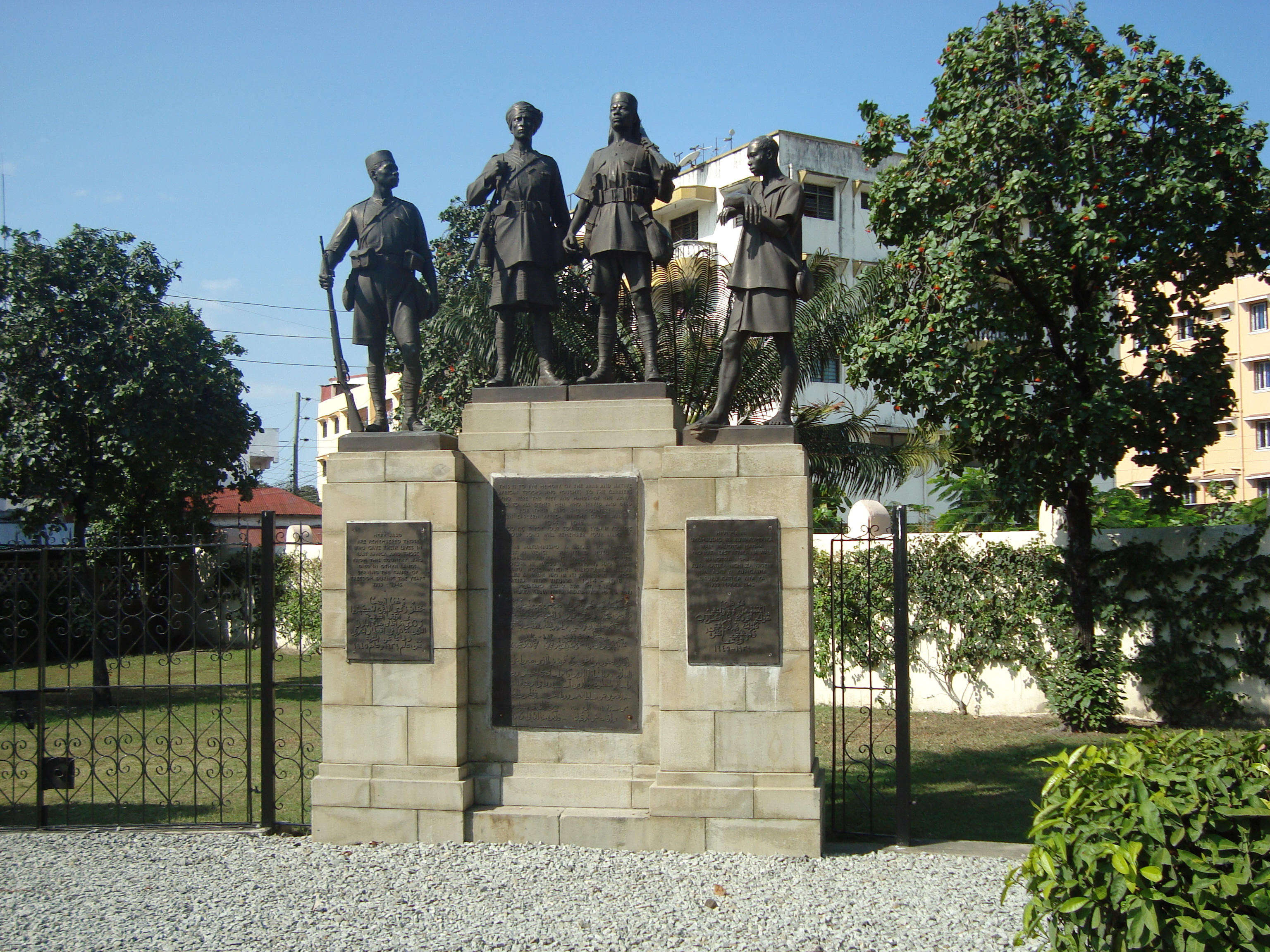
Askaridenkmal in Mombasa (im ehemaligen Britisch-Ostafrika)

In Belgisch Kongo waren die Askaris in der Force Publique. In Britisch-Ostafrika waren die Askaris bei den King’s African Rifles.

## Literatur

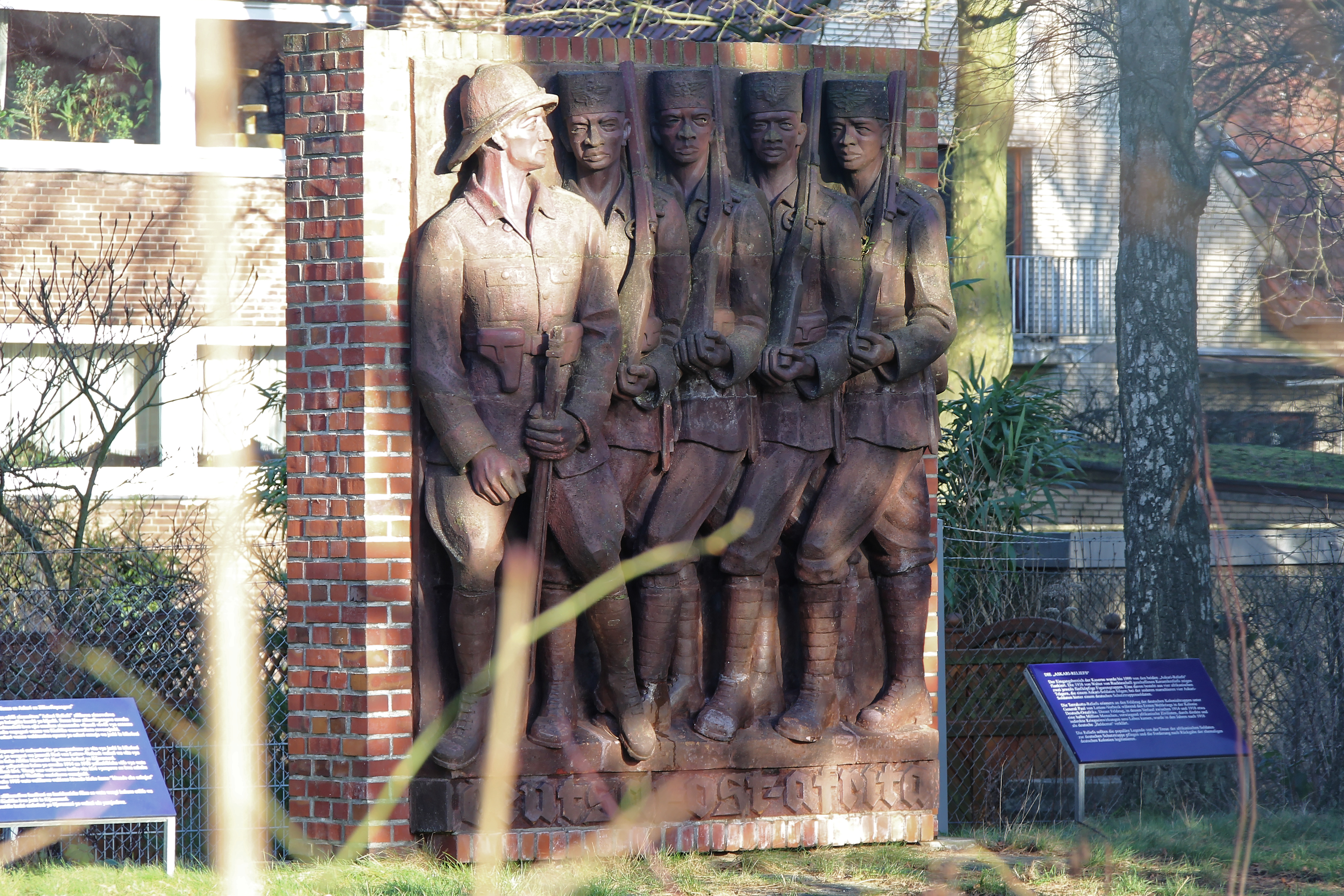
Askari-Reliefs im Tansania-Park, Hamburg